# Södra Stavsudda
Södra Stavsudda är en ö och en by sydväst om Möja i Stockholms skärgård. Fasta hushåll finns men på sommaren är det betydligt fler fritidsboende. Ön trafikeras av Waxholmsbolagets båtar på den så kallade Möjalinjen.
På sydöstra delen av ön återfinns Stavsudda-Tjägö naturreservat och i öster Södra Stavsudda naturreservat.

## Bilder

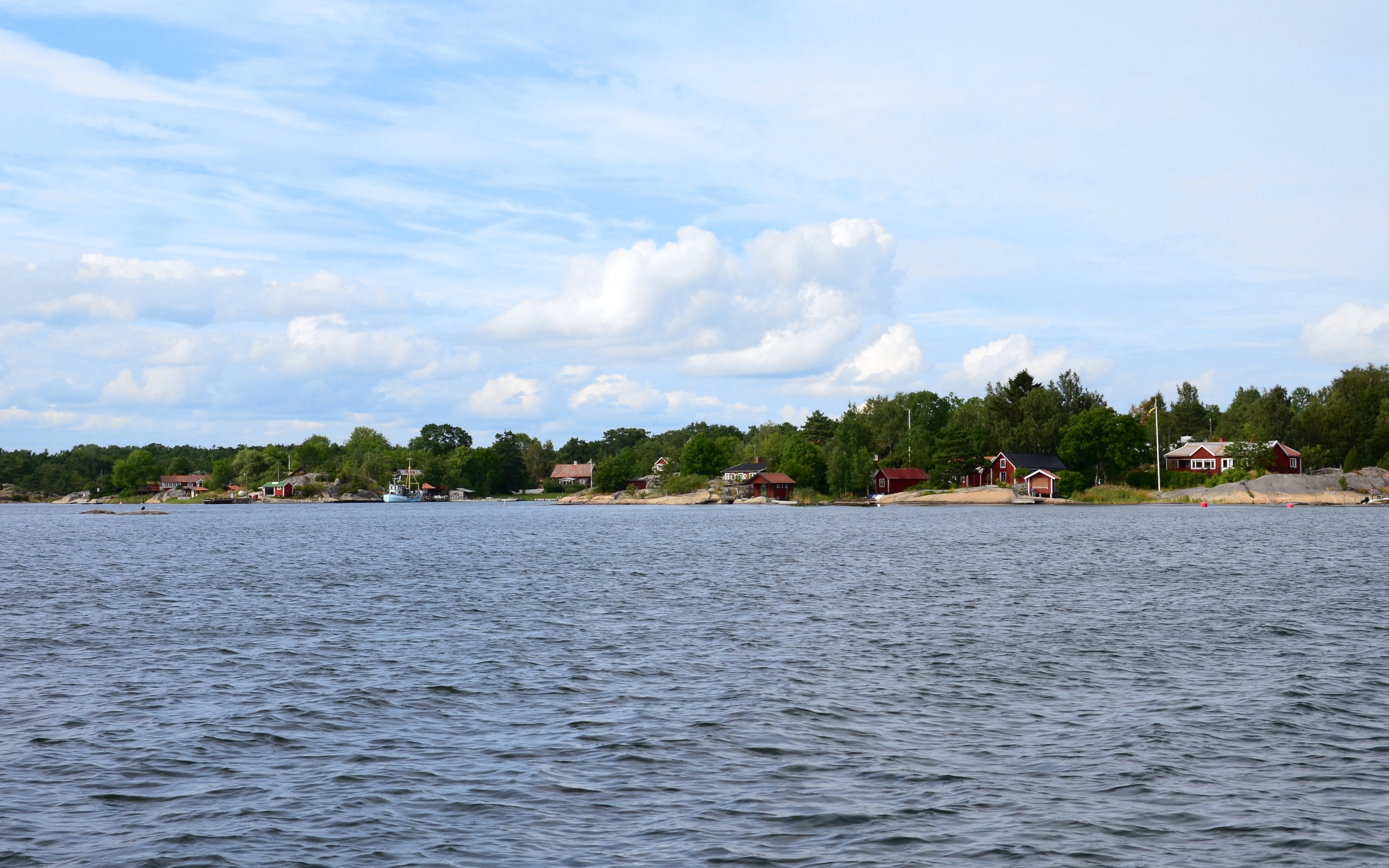
Bebyggelse på Södra Stavsudda.
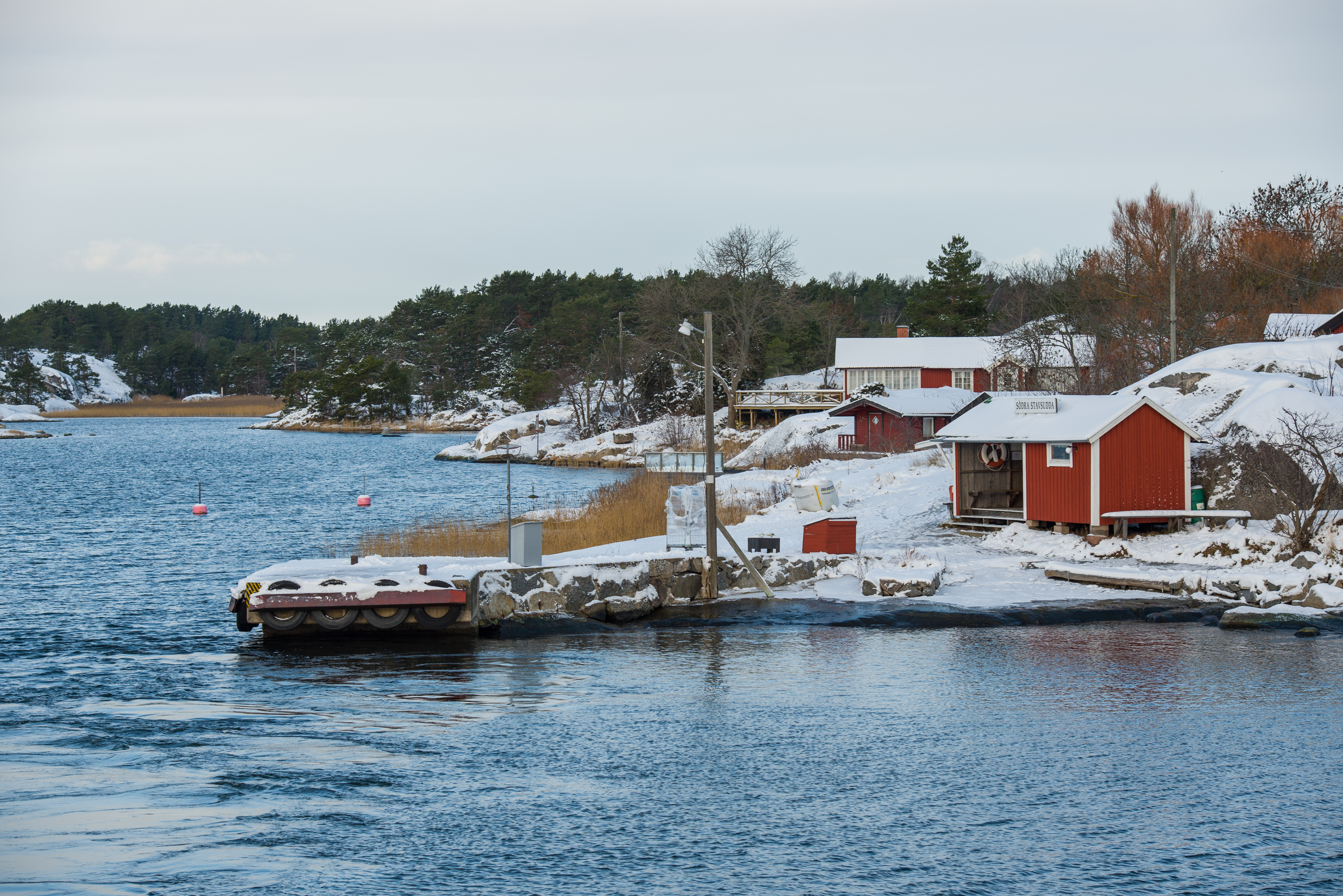
Södra Stavsudda brygga.